# Иаков (Яннакис)
Митрополи́т Иа́ков (греч. Ιακωβος, в миру Никола́ос Стефа́нович Янна́кис, греч. Νικόλαος Στέφανος Γιαννάκης; род. 12 февраля 1978, Афины, Греция) — епископ юрисдикции Церкви истинно-православных христиан Греции, с 6 декабря 2012 до 5 ноября 2021 года её первоиерарх.

## Биография
Обучался в государственной школе Коринфа. В 1995 году поступил в церковный лицей в городе Флорин, который окончил в 1997 году. В 1999—2004 годы обучался в афинской Высшей Церковной Академии, а в 2004—2009 годы на богословском факультете Афинского университета.
4 января 2000 года епископ Диавлейский Дамаскин (Карпафакис) постриг Николауса Яннакиса в монашество с именем Иаков, в честь Иакова брата Господня.
12 декабря 2000 года епископом Диавлейским Дамаскином (Карпафакисом) (Элладская Православная Церковь) он был рукоположён в сан диакона.
Спустя непродолжительное время  Патриархом Иерусалимским Иринеем I (Скопелитисом) возведён в достоинство архидиакона.
20 октября 2003 года тем же епископом Дамаскином (Карпафакисом) была совершена хиротония архидиакона Иакова (Яннакиса) в сан пресвитера.
В мае 2005 года Патриарх Ириней был отрешён от должности; после этого он переходит в клир Аксумской митрополии Александрийского Патриархата. Служил протосингелом Аксумской митрополии и в течение пяти лет был настоятелем храма Святого Димитрия в Эфиопии.
24 декабря 2009 года он был возведён в сан архимандрита.
В конце 2009 года архимандрит Иаков (Яннакис) присоединился к Авксентьевскому Синоду Церкви ИПХ Греции.
На заседании Авксентьевского Синода, проходившем 27 января 2010 года, он был избран епископом Аделаидским, управляющим Австралийской митрополией (Автокефальной Православной Церковью Австралии и Америки).

### Архиерейство
15/28 февраля 2010 года состоялась его епископская хиротония. В ней приняли участие: первоиерарх митрополит Афин и всея Эллады Авксентий (Маринес), митрополит Литисский и Рендинисский  Феофил (Карипис), митрополит Месогейский Филофей (Кинигалакис), митрополит Саламинский Нектарий (Дзимас) и митрополит Талантийский и Локридский Герасим (Михелис).
В 2011 году австралийские приходы Авксентьевского Синода были переведены в непосредственное подчинение председателя Синода Церкви истинно-православных христиан Греции. Епископ Иаков (Яннакис) собрал Синод, на котором было рассмотрено прошение архиепископа Авксентия с просьбой отправить его на покой. Решением Синода Авксентий (Маринес) был отправлен на покой, председателем Синода был избран епископ Иаков (Яннакис).
8 августа 2012 года епископ Иаков (Яннакис) был избран предстоятелем данного Синода с титулом архиепископ Афинский и Греческий.
6 декабря 2012 года решением Синода архиепископ Иаков (Яннакис) был избран первоиерархом Церкви истинно-православных христиан Греции и возведён в достоинство митрополита Афин и всея Греции.